# Émile St-Onge
Pour les articles homonymes, voir St-Onge.
Émile St-Onge (1922 - 22 novembre 2009) était un historien québécois.

## Biographie
Émile St-Onge a surtout œuvré, par le biais de nombreux articles dans les journaux (The Gleaner/La Source de Huntingdon, Le Soleil et Le St-François de Salaberry-de-Valleyfield) à la promotion de l'histoire du Suroît, principalement du Haut-Saint-Laurent et de Beauharnois-Salaberry. Il était un militant de la défense de langue française, de l'enseignement de l'histoire, du respect du drapeau québécois, et de l'indépendance du Québec,; et un syndicaliste au sein de l'Alliance de la Fonction publique du Canada.
Il a construit dans les années 1970, le barrage St-Onge dans le hameau de Trout-River à Elgin au Québec,,,.
Il reçoit en 2003 la médaille de la Société Saint-Jean-Baptiste de Montréal et est décrit par Jean Dorion comme "l'exemple même du patriote" ,.